# Pölfing-Brunn
Pölfing-Brunn är en ort och kommun i Österrike. Den ligger i distriktet Deutschlandsberg i förbundslandet Steiermark, 180 km sydväst om huvudstaden Wien. Kommunen har 1 576 invånare (2024) och består av tre orter/ortsdelar (Ortschaften) (inom parentes invånarantal 1 januari 2024):
- Brunn (1 033)
- Jagernigg (230)
- Pölfing (313)